# Сандаловы
 Сандаловы  — деревня в Кирово-Чепецком районе Кировской области в составе Кстининского сельского поселения.

## География
Расположена на расстоянии примерно 5 км на юго-запад от села Кстинино.

## История
Известна с 1816 года как починок Ивана Тюкалова. В 1873 году здесь дворов 15 и жителей 135. В 1905 в деревне Ивана Тюкалова (Сандаловы) дворов 12 и жителей 75, в 1926 (Сандаловы) 16 и 70, в 1950 15 и 63, в 1989 118 жителей .

## Население
Постоянное население составляло 95 человек (русские 99%) в 2002 году, 50 в 2010.